# Anzio
Anzio és un municipi italià, situat a la regió del Laci i a la Ciutat metropolitana de Roma Capital. L'any 2006 tenia 48.484 habitants.